# 栃ノ海晃嘉
栃ノ海 晃嘉（とちのうみ てるよし、1938年（昭和13年）3月13日 - 2021年（令和3年）1月29日）は、青森県南津軽郡光田寺村（現：青森県南津軽郡田舎館村）出身で春日野部屋に所属した大相撲力士。第49代横綱。本名は花田 茂廣（はなだ しげひろ）。
名字が「花田」で同じ青森県出身ではあるが、若乃花幹士・貴ノ花利彰との血縁は無い。また、現役引退後に年寄・春日野を襲名した際に姓を「宮古」としたが、停年（定年。以下同）退職後は再び「花田」に戻っている。

## 来歴

### 同級生の出会いから角界入り

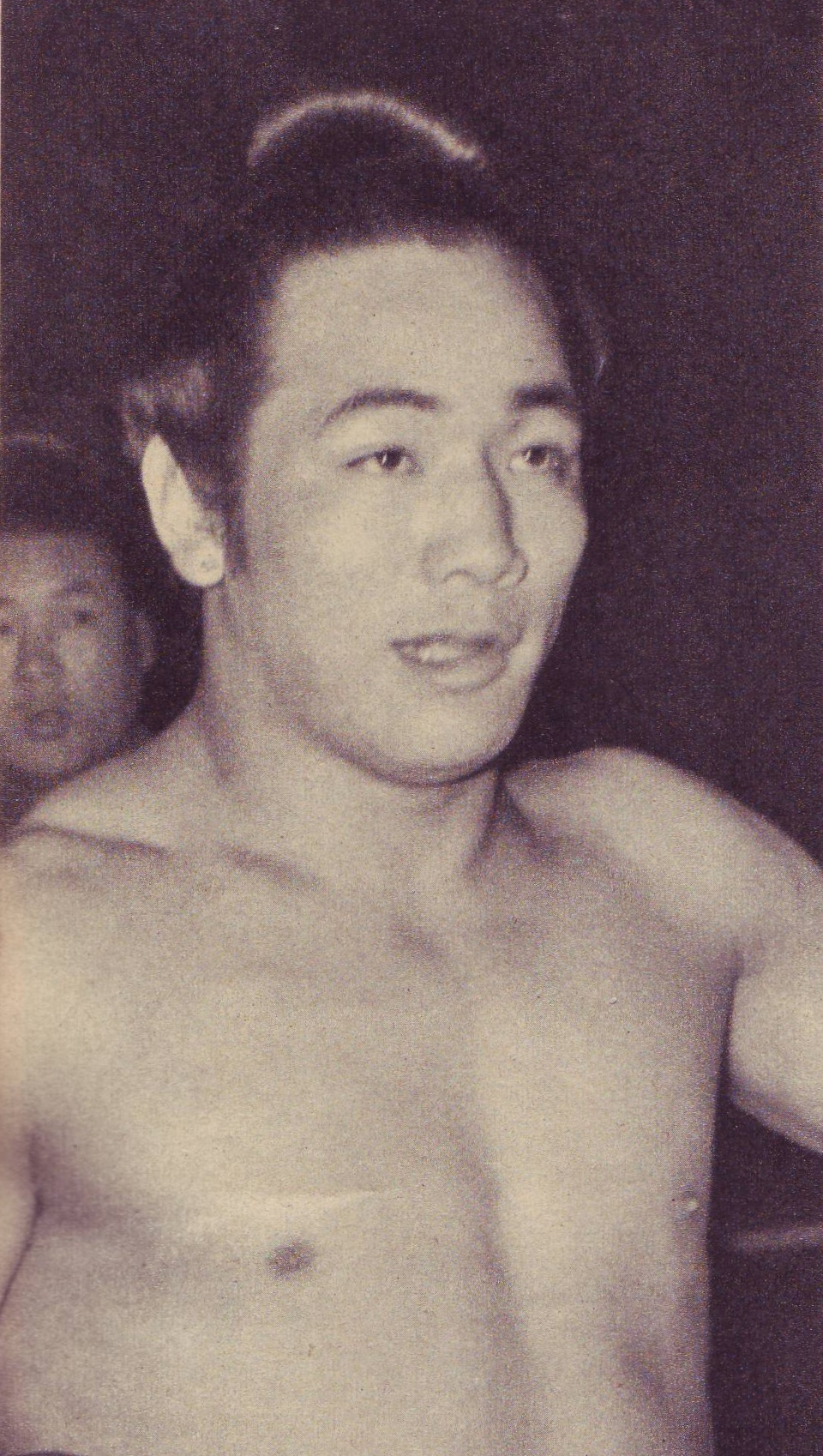
1959年、四股名が「花田」時代の栃ノ海

1938年3月13日に青森県南津軽郡にてリンゴ園の一家の子として生まれた。6歳の時に父親を亡くしていたために父親の記憶は姿かたちを除いてほとんど残っていないという。中学校進学後は母親とも死別したが、兄弟が多かったことで面倒を見てもらうことができ、高校進学も果たせた。1955年（昭和30年）8月に千代ノ山雅信・栃錦清隆らの一行が青森県大鰐町を巡業で訪れた際に、既に春日野部屋へ入門していた中学時代の同級生・須藤良一に出会い、力士へ憧れる。直ちに若者頭の津軽海伝蔵と栃錦を通して春日野部屋を紹介してもらい、弘前商業高校を3年生の夏で中退して入門、同年9月場所に本名の「花田」で初土俵を踏んだ。なお、花田の高校時代は2年生まで野球部で4番を打ち、3年生から相撲部に転部したといい、本人曰く活躍していたというレベルではなかったとのこと。
新弟子検査時点では身長176cm・体重72.3kgしかなく、しかも体重測定に関しては担当の親方から「もうちょっとだけ足りないからお前、もう一回水を飲んで来い」と再計量を命じられ、これに応じてやっと通過した。このようにあまりにも身体が小さいことから入門そのものを家族から反対され、事後承諾を当てにして須藤に帯同する形で家族や高校に無断で入門を画策した。高校の関係者は突然登校しなくなった花田を心配し、花田が角界入りして前相撲で一番出世を果たしたことを知って驚くが、快く送り出されたという。また、この時代は就職難があり、後年になって本人は「私が通っている高校は商業高校で、進学校でも無かったし、高校を卒業して就職しても、今みたいに大きな会社も少なかったものですから、卒業生のほとんどは個人の小っちゃなお店に就職して、帳面を付けるとかがせいぜいでした。（中略）力士になって東京へ行けば、力士がダメでもまた何か仕事があるだろうって、当時はその程度の考えですよ」と述懐していた。当初から相撲に自信は無かった一方で「少しくらいは通用するんじゃないか?」という気持ちで角界入りしたものの、いざ稽古を行うと実力差を思い知らされて気落ちしたという。また、当時は洗濯が手洗いで、巡業に行ったら寝る間もなく、昼間立ったまま寝る力士が出るほど、生活は過酷だったという。

### 幕内優勝～大関同時昇進
それでも、1958年1月場所で負け越した以外は十両昇進まで全て勝ち越しており、1959年1月場所で新十両昇進を果たした。同年10月に春日野が亡くなると、部屋は二枚鑑札で栃錦清隆が継承した。栃錦の現役時代は、雪や北風が吹き荒れる露天興行の土俵でも休まず稽古を続ける姿を見たことで責任感の強さを感じ、本人曰く「よい教育になった」という。また、序ノ口時代は同部屋の力士が50～60人ほど在籍していたことから、稽古土俵を取られないように午前4時半には起床していたという。しかし、声を出して四股を踏んでは近所迷惑になるため、それには困ったと苦笑しつつ述懐していたという。
1960年3月場所で新入幕を果たすが、まだこの当時は身長177cm・体重88kg程度で、2場所で陥落。しかし、十両に陥落した同年7月場所は14勝1敗で十両優勝を果たし、9月場所に四股名を「栃ノ海」と改めて再度入幕すると、10勝5敗の好成績を挙げた。1961年5月場所は2日目に横綱朝潮太郎から金星を挙げるなど10勝5敗、新三役（小結）に昇進した同年7月場所では11勝4敗と先場所に続いて二桁勝利を挙げた。9月場所には関脇に昇進して8勝7敗と勝ち越してからは関脇の座を譲らず、1962年5月場所では横綱柏戸剛に敗れたのみの14勝1敗で初の幕内最高優勝を果たした。この場所は新大関として佐田の山晋松がいたが、新大関の在籍場所で関脇以下の優勝は、戦後の15日制下では史上2例目だった。
場所終了後、13勝2敗だった兄弟子・栃光正之と共に大関へ昇進した。同じ部屋から2人同時の大関昇進はこの組み合わせを最後に約60年間出ていないが、同部屋であるためか昇進伝達式はまとめて行われた。

### 横綱昇進～大鵬の難敵として
1963年11月場所では大鵬幸喜・柏戸剛をなで斬りにし、14勝1敗で二度目の優勝を成し遂げた。この場所14日目の大鵬戦では低く当たって左差し、右から絞ってもろ差しを果たすと、両差し手を返して大きくなり、がぶって一気に寄り立てた。両上手を取れない大鵬は剣ヶ峰で右小手投げを打つと、栃ノ海が右ハズ、左を返して体ごとぶつけるようにして寄り切った。
1964年1月場所は13勝2敗の好成績を挙げ、横綱昇進先陣争いと言われた佐田の山、豊山勝男に先行して場所後の横綱昇進を果たした。しかし、この場所は優勝した大鵬が15戦全勝、次点に東前頭13枚目の清國勝雄が14勝1敗で続いており、昇進直前場所が優勝次点ですらない成績での昇進は疑問の声もあった。理事会や横綱審議委員会においても「小兵が横綱を務めるのは困難」との意見が多数出たものの、春日野が栃ノ海を強く推薦したことで昇進に繋がった。しかし、その外部の声は春日野にも届いており、「もう、あとは『引退』だけだよ。ダメならすぐ辞めなきゃいけないんだよ」と言い渡し、栃ノ海は昇進を決めた直後だったにもかかわらず、引導を渡されたように感じたという。これには、春日野が横綱に昇進した当日も、先代・春日野から「今日からは毎日、辞める時の事を考えて過ごすように。『横綱』とは桜の花の散る如く引退するものの、追い詰められて引退するものでは無い」と言われて浮ついた気持ちが一気に引き締まったと語っている。昇進時の口上は「謹んでお受けいたします」のみで、横綱2場所目の1964年5月場所では、千秋楽に大鵬との対戦を制して13勝2敗で3度目の優勝を果たしたが、同場所が栃ノ海にとって最後の優勝となった。
その後の栃ノ海は椎間板ヘルニアを発症して坐骨神経痛となって著しい不調に陥り、3場所連続で8勝7敗に終わったことから「ハチナナ横綱」と揶揄されるなど苦渋を味わった。その後は回復して10勝5敗の成績を挙げるが、今度は右上腕の筋肉を断裂するアクシデントにも見舞われた。これは患部が見た目でもわかり（断裂部分がへこんでいる）、押せば肌が直接骨にあたるほどの重傷だった。これは力士として致命傷となり、出場する場所で毎回金星を献上するなど厳しい土俵が続き、1966年11月場所を最後に現役引退を表明した。昇進当初は「私はあまり（身体が）大きくない。だからせめて、30歳までは現役を務めたい」と目標を立てていたが、引退時の年齢は28歳8ヶ月で、当時の横綱最年少引退記録を作る結果となった。全休場所を除いた全ての場所で金星を配給するという、歴代横綱で唯一の不名誉な記録も作ったが、大鵬にとってはかなりの難敵で、幕内での対戦成績は大鵬16勝に対して栃ノ海7勝と健闘したほか、自身が横綱在位中に3場所連続で8勝7敗の不名誉な成績だった間にも大鵬を撃破したことがある。また、幕下から十両にかけて栃ノ海は大鵬（当時の四股名は「納谷」）にとってどうしても勝てない強敵で、幕下時代に初めて対戦してから大鵬が新十両の場所まで4連勝していた（翌場所、大鵬は初めて花田に勝った）。また、栃ノ海の横綱土俵入りはキビキビとしていて、相撲ぶりがよく表れており評価は高かった。

### 春日野部屋の継承
現役引退後、大鵬や柏戸らかつてのライバルが揃って部屋持ち親方となる中で、栃ノ海は年寄・中立として春日野部屋の部屋付き親方となり、春日野を支えた。協会の職務としては主に審判部と巡業部を担当し、自身が幕内時代に1日50番の申し合いをこなしていたこともあって、日頃から「稽古しない力士には勝ってほしくない」と発言するなど、稽古態度によって力士の好き嫌いがはっきりと分かれる性分だった。春日野が停年退職後は部屋を継承することも内定していたが、春日野が停年目前に急逝した1990年（平成2年）1月に春日野部屋を継承した。この時、栃錦の直弟子の筆頭弟子である玉ノ井との間に確執が生じたとも言われる。1998年には自身の還暦を無事迎えたが、現役時代の負傷による後遺症によって還暦土俵入りは行わず、作成された赤い綱を受け取るだけだった。横綱昇進後に発生した傷病に苦しみ不成績場所が多かったことで評価を落としたが、相撲の技能に関しては栃錦以上、と再評価を望む声は現在も多く、引退後の審判委員としての説明も明快であった。解説者としても解説が一級品で、受け答えを一度も外す事がなかった。

## 晩年
2017年4月27日に出羽海一門で鎬を削った佐田の山晋松（出羽海）が79歳で死去したことで横綱経験者の中では最年長者・最古参となり、戦前・戦中生まれでの横綱経験者の存命は栃ノ海と北の富士勝昭の2人だけとなった。
2020年8月29日には若乃花幹士の年齢を抜いて歴代2位の長寿横綱となった。
2021年1月29日、誤嚥性肺炎のため死去した。82歳没。
存命者・物故者を通して歴代横綱経験者を含めても梅ヶ谷藤太郎 (初代)に次ぐ2番目の長寿で、年6場所制に移行した後で入幕を果たした横綱経験者としては最高齢である。

## 取り口
前捌きが巧く、両前褌を取って拝むように寄り進む型や左差し右おっつけの型の鋭さ、変化や出し投げや切り返しなどの技の切れ味、いずれも超一級品の技能だった。自ら「入るときは小さく、入ったら大きく」と解説するような、もろ差しになるときの鮮やかさも素晴らしかった。
激しい廻し争いを物語るように両手の指先はたこでカチカチになっていたという。しかし新弟子の頃は春日野から一切廻しを取らずにひたすら押す稽古を仕込まれ、「お前は身体が小さいんだから、相手に廻しがあると思って相撲を取ってはダメだよ」「左差し手も深く差してはいけない。相手に上手を取られたら、小さいんだから勝てないよ」と指導された。稽古前の準備運動も入念にやらされ、四股と鉄砲の量がものすごく、とりわけ四股は立てなくなるぐらいやらされたという。稽古は厳しかったが栃ノ海は春日野に対して「感謝しかない」「栃錦関の時代は、師匠もまだ若かったですし、もっと厳しい指導をされていたんじゃないかなと思いますよ」と話した。
関取に昇進してからしばらくは、右上手を深く取りに行ったところをがら空きの脇に差されて腕を返され体が浮くことがあったため、脇を締めて前ミツを取りに行って出し投げで崩したり親指を相手の脇の下につっ込んで持ち上げる左ハズを徹底したりした。栃錦が師匠となってからは、栃錦は先代師匠の栃木山から栃ノ海を強くするコツを教わっていたそうで、それをベースにして栃錦は栃ノ海を指導していた。

## エピソード

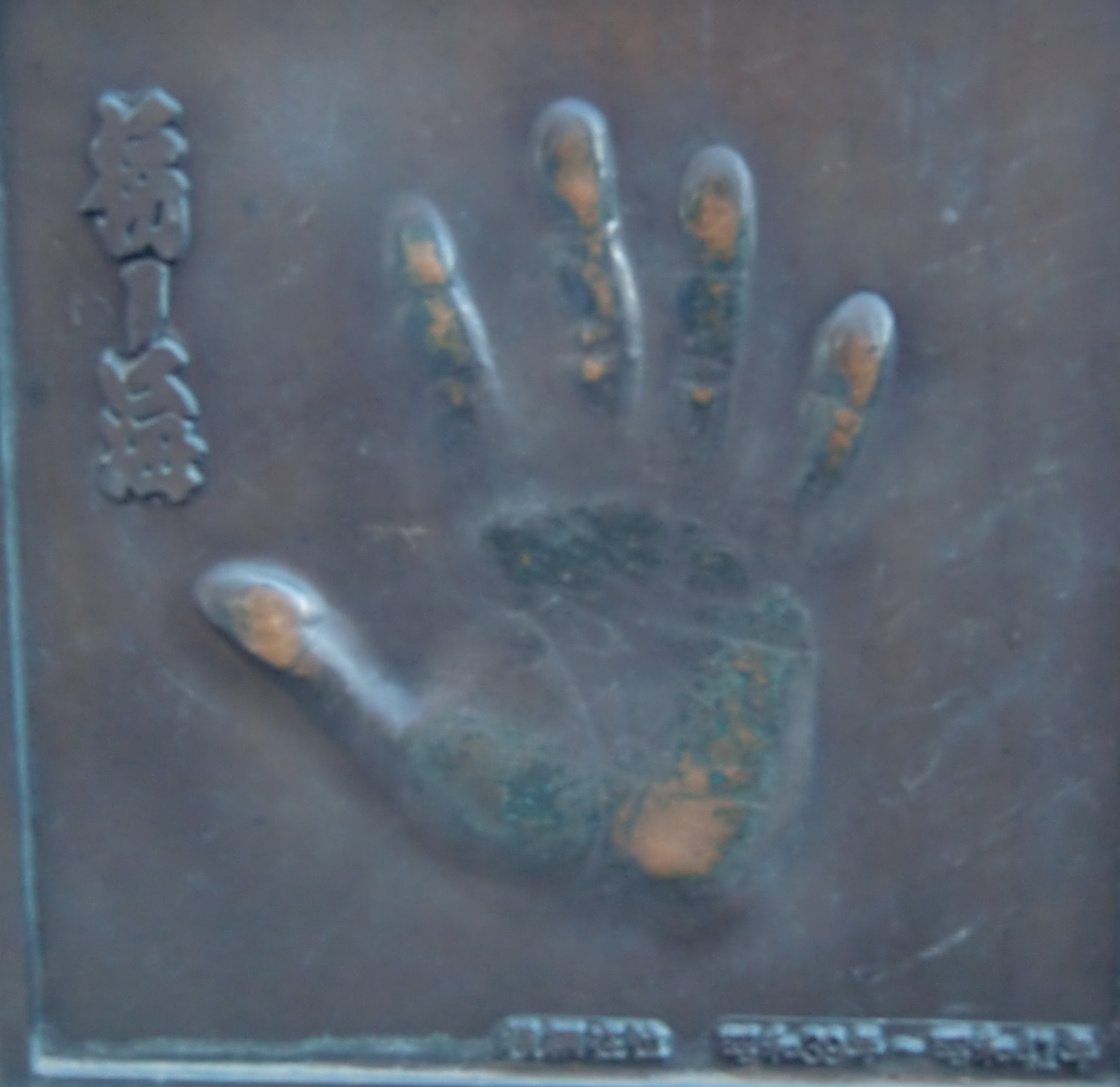
国技館辺に展示されている栃ノ海の手形

### 相撲関連
- 入門を決めたきっかけとなった巡業で見かけた千代ノ山雅信に関しては、入門前に故郷で映画「三太と千代の山」を見て知り、実際に出会った際は映画スターと接するような気分だったという。稽古で胸を出してもらった際の思い出として、「私も千代（ノ山）関の胸にぶつかったことが2～3回ありましたよ。ガツンと硬い壁にぶつかる感じで、あっという間に吹き飛ばされたと思いますが、あの筋骨隆々の体に触れられただけでも光栄でした」と後に述懐していた[2]。
- 入門の時期については最良だったと判断しており、後のインタビューでは「もし、私が須藤君のように中学を卒業してすぐに入門していたら、大関になれたかというと、たぶん無理だったでしょう。身体の出来ていない私が15歳で入門したら、あちこちケガをして、大関どころか十両にも上がれなかったと思います。高校に入って、ある程度体の基礎ができて相撲の経験も多少あったからこそ、順調な出世ができたのだと思っています。私は入門の時期というものも、相撲人生を左右することがあると思います」とコメントしていた[1]。
- 1963年3月場所中、同じ小兵同士という縁で吉田義男（阪神タイガース）と対談を行い、栃ノ海は若手時代にキャッチボールをやっては何度も部屋近くの民家のガラスを割り、春日野に怒られたことなどを話した[11]。
- 2人目の師匠・栃錦のライバルであった若乃花幹士とは同郷で偶然にも名字が一致していることから巡業で目を付けられることが多く、これは初めての上位総当たり戦を目前とした時期から始まった。本人は、土俵に上がると若乃花の顔を直視できないほどの恐怖心を刷り込まれた一方、「横綱が威厳を示すにはあれくらいしなければならない」とも受け止めていた。このかわいがりが功を奏したのか、若乃花が引退した1962年5月場所に幕内最高優勝を果たして大関昇進を決めたが、本人はこれについて「人生とは何が起こるかわからないものです。大関に上がった時でさえ102キロ。こんな小兵な私が大関に昇進できたのです。」と振り返っていた[1]。
- 横綱時代には相当なプレッシャーを感じており、本場所が近づくにつれて体重が減少、夜はアルコールを飲まないと眠れない、というなどの苦労を覚えていた。現役時代はただ苦しいとばかり感じていたそうであり、現役時代に「ああ、よかったなあ」と思ったのは3回優勝したその晩のみだったと答えている。横綱時代はプレッシャーでまともに睡眠を取ることができなかった。1966年11月場所7日目の引退発表後、横綱の地位から解放されたこともあって2日間眠り続けたという[1]。
- 三賞獲得歴は敢闘賞1回、技能賞6回だったが、殊勲賞は獲得できなかった。ライバルだった大鵬幸喜も同様だったが、栃ノ海以降の横綱は第73代・照ノ富士春雄まで全員が殊勲賞を獲得している。
- 若乃花勝と同年齢の長男・康行も春日野部屋へ1986年（昭和61年）3月に入門し、「日の出海」という四股名で「栃ノ海2世」を目指したが、序二段4枚目が最高位で関取になれずに廃業した[注 5]。力士生活は5年ほどで101勝105敗11休であった。なお、若乃花は当初、日の出海の入門に触発され、中学卒業後に角界入りを志したが「他人のマネはダメだ」と言う親方の一言で高校に進学、2年後に弟・貴花田の中学卒業と同時に、高校を中退して入門した。日の出海が廃業する頃には既に幕内上位に定着していた。
- 停年退職後、横綱・白鵬翔の独走が続いている状況を見て「元気な横綱が2、3人おって、競い合うようになれば一番理想的ですよね。そうは言っても昇進の基準を甘くして、私みたいな横綱ができたらまたそれはかわいそうだし、やっぱりいいものを作ろうと思えば、吟味しないといけないわけですから」と複雑そうに話していたことがある[1]。

### その他
- 鶏モモのローストが大好物で、一度に23本食べたこともあったという。
- 国鉄スワローズで活躍した渋谷誠司は高校の野球部の2学年後輩にあたるが、花田が3年次に相撲部に転部したため、同時に在籍した期間はほぼなかったという[11]。
- 私生活では歌手の高橋七重と結婚したが、後に離婚。元宝塚歌劇団団員と再婚した。
- 2018年5月場所後に栃ノ心剛が大関昇進を決めた際には、春日野のお願いによって春日野部屋へと出向き、1962年5月場所後の自身と栃光正之の同時昇進以来、56年ぶりとなる春日野部屋での大関昇進伝達式を見守った[12]。その際には横綱昇進への期待を示し、実現した暁には自身が横綱在位中に使用していた三つ揃いの化粧まわし等の譲渡（使用）を認める意思を示した[13]。

## 主な成績

### 通算成績
- 通算成績：478勝261敗104休 勝率.647
- 幕内成績：315勝181敗104休 勝率.635
- 大関成績：101勝44敗5休 勝率.697
- 横綱成績：102勝69敗84休 勝率.596[注 6]
- 現役在位：64場所
- 幕内在位：40場所
- 横綱在位：17場所
- 大関在位：10場所
- 三役在位：6場所（関脇5場所、小結1場所）
- 連続6場所勝利：72勝（1963年9月場所～1964年7月場所）
- 通算（幕内）連続勝ち越し記録：22場所（1961年3月場所～1964年9月場所）
- 幕内連続2桁勝利記録：6場所（1963年9月場所～1964年7月場所）

### 各段優勝
- 幕内最高優勝：3回（1962年5月場所、1963年11月場所、1964年5月場所）
- 十両優勝：1回（1960年7月場所）
- 幕下優勝：1回（1958年7月場所）

### 三賞・金星
- 三賞：7回
  - 敢闘賞：1回（1962年5月場所）
  - 技能賞：6回（1960年11月場所、1961年5月場所、1961年7月場所、1961年11月場所、1962年1月場所、1962年5月場所）
- 雷電賞：2回（1961年7月場所、1962年5月場所）
- 金星：1個（朝潮1個）

### 場所別成績
| | 一月場所 初場所（東京） | 三月場所 春場所（大阪） | 五月場所 夏場所（東京） | 七月場所 名古屋場所（愛知） | 九月場所 秋場所（東京） | 十一月場所 九州場所（福岡） |
| --- | ----------------------- | ----------------------- | ----------------------- | --------------------------- | ----------------------- | --------------------------- |
| 1955年 （昭和30年） | x                       | x                       | x                       | x                           | 西新序 3–0              | x                           |
| 1956年 （昭和31年） | 西序二段83枚目 5–3      | 西序二段46枚目 5–3      | 東序二段22枚目 6–2      | x                           | 東三段目87枚目 6–2      | x                           |
| 1957年 （昭和32年） | 西三段目60枚目 6–2      | 東三段目37枚目 7–1      | 東幕下81枚目 4–4        | x                           | 西幕下80枚目 5–3        | 東幕下64枚目 7–1            |
| 1958年 （昭和33年） | 東幕下51枚目 3–5        | 東幕下54枚目 6–2        | 西幕下41枚目 4–4        | 東幕下40枚目 優勝 8–0       | 西幕下6枚目 4–4         | 西幕下5枚目 7–1             |
| 1959年 （昭和34年） | 西十両23枚目 9–6        | 東十両21枚目 8–7        | 西十両16枚目 10–5       | 西十両8枚目 9–6             | 西十両5枚目 9–6         | 東十両4枚目 10–5            |
| 1960年 （昭和35年） | 東十両筆頭 8–7          | 西前頭15枚目 7–8        | 東前頭17枚目 5–10       | 東十両5枚目 優勝 14–1       | 東前頭14枚目 10–5       | 東前頭8枚目 11–4 技         |
| 1961年 （昭和36年） | 東前頭2枚目 休場 0–0–15 | 東前頭11枚目 9–6        | 東前頭5枚目 10–5 技★    | 東小結 11–4 技              | 東関脇 8–7              | 東関脇 9–6 技               |
| 1962年 （昭和37年） | 東関脇 9–6 技           | 西関脇 9–6              | 西関脇 14–1 技敢        | 東張出大関 9–6              | 東張出大関2 10–5        | 西張出大関 9–6              |
| 1963年 （昭和38年） | 東張出大関 9–6          | 西張出大関 8–2–5        | 西大関 10–5             | 東張出大関 8–7              | 東張出大関2 11–4        | 西大関 14–1                 |
| 1964年 （昭和39年） | 東大関 13–2             | 東張出横綱 10–5         | 東張出横綱 13–2         | 東横綱 11–4                 | 東横綱 9–6              | 西横綱 0–3–12               |
| 1965年 （昭和40年） | 東張出横綱 8–7          | 東張出横綱 8–7          | 東張出横綱 8–7          | 西張出横綱 7–4–4            | 西張出横綱 10–5         | 西張出横綱 5–6–4            |
| 1966年 （昭和41年） | 東張出横綱 休場 0–0–15  | 西張出横綱 10–5         | 東張出横綱 1–3–11       | 東張出横綱 休場 0–0–15      | 西張出横綱 休場 0–0–15  | 西張出横綱 引退 2–5–0       |
| 各欄の数字は、「勝ち-負け-休場」を示す。 優勝 引退 休場 十両 幕下 三賞：敢=敢闘賞、殊=殊勲賞、技=技能賞 その他：★=金星 番付階級：幕内 - 十両 - 幕下 - 三段目 - 序二段 - 序ノ口 幕内序列：横綱 - 大関 - 関脇 - 小結 - 前頭（「#数字」は各位内の序列） |                         |                         |                         |                             |                         |                             |

### 幕内対戦成績
| 力士名 | 勝数  | 負数 | 力士名       | 勝数 | 負数 | 力士名   | 勝数 | 負数 | 力士名 | 勝数 | 負数 |
| ------ | ----- | ---- | ------------ | ---- | ---- | -------- | ---- | ---- | ------ | ---- | ---- |
| 青ノ里 | 17    | 3    | 朝潮(米川)   | 1    | 1    | 浅瀬川   | 4    | 0    | 愛宕山 | 1    | 0    |
| 天津風 | 4     | 0    | 荒岐山       | 0    | 1    | 岩風     | 8    | 7    | 宇多川 | 7    | 2    |
| 及川   | 0     | 2    | 追手山       | 1    | 1    | 扇山     | 1    | 0    | 岡ノ山 | 1    | 0    |
| 海山   | 2     | 2    | 海乃山       | 4    | 1    | 開隆山   | 12   | 9    | 柏戸   | 6    | 10   |
| 金乃花 | 1     | 0    | 北の洋       | 3    | 1    | 北の冨士 | 4    | 3(1) | 北葉山 | 13   | 12   |
| 君錦   | 2     | 0    | 清國         | 6    | 7(1) | 清ノ森   | 3    | 0    | 琴ヶ濱 | 3    | 1    |
| 琴櫻   | 6(1)  | 3(1) | 逆鉾         | 1    | 0    | 佐田の山 | 0    | 4    | 沢光   | 1    | 1    |
| 潮錦   | 1     | 2    | 麒麟児       | 0    | 1(1) | 大豪     | 18   | 11   | 大鵬   | 6    | 17   |
| 玉嵐   | 3     | 2    | 玉乃海       | 1    | 0    | 玉乃島   | 5    | 3    | 玉響   | 3    | 2    |
| 鶴ヶ嶺 | 11(1) | 5    | 時津山       | 0    | 1    | 豊國     | 9    | 3    | 羽黒川 | 14   | 4    |
| 羽黒山 | 8(1)  | 5    | 長谷川       | 1    | 3    | 羽子錦   | 0    | 2    | 廣川   | 6(1) | 1    |
| 房錦   | 6     | 3    | 富士錦       | 16   | 7    | 双ツ龍   | 1    | 0    | 星甲   | 1    | 0    |
| 前田川 | 11    | 1    | 松登         | 3    | 2    | 禊鳳     | 0    | 1    | 明武谷 | 15   | 4    |
| 豊山   | 14    | 8(1) | 義ノ花       | 0    | 1    | 芳野嶺   | 1    | 0    | 若杉山 | 1    | 2    |
| 若秩父 | 16    | 5(1) | 若天龍       | 1    | 1    | 若浪     | 2    | 1    | 若ノ海 | 4    | 2    |
| 若乃國 | 1     | 2    | 若乃花(初代) | 1    | 2    | 若羽黒   | 9    | 2    | 若前田 | 2    | 1    |
| 若見山 | 7(1)  | 0    |              |      |      |          |      |      |        |      |      |

## 改名歴
- 花田 茂廣（はなだ しげひろ）1955年9月場所 - 1956年9月場所
- 花田 茂宏（ - しげひろ）1957年1月場所
- 花田 茂廣（ - しげひろ）1957年3月場所
- 花田 茂広（ - しげひろ）1957年5月場所 - 1958年1月場所
- 花田 茂宏（ - しげひろ）1958年3月場所
- 花田 茂広（ - しげひろ）1958年5月場所 - 1959年9月場所
- 花田 茂廣（ - しげひろ）1959年11月場所 - 1960年7月場所
- 栃ノ海 晃嘉（とちのうみ てるよし）1960年9月場所 - 1966年11月場所

## 年寄変遷
- 栃ノ海 晃嘉（とちのうみ てるよし）1966年11月 - 1967年2月（一代年寄）
- 中立 晃嘉（なかだち - ）1967年2月 - 1967年3月
- 中立 大嗣（ - ひろつぐ）1967年3月 - 1990年1月
- 春日野 大嗣（かすがの - ）1990年1月 - 1990年3月
- 春日野 晃将（ - てるまさ）1990年3月 - 2003年2月
- 竹縄 晃将（たけなわ - ）2003年2月 - 2003年3月

## 参考資料
- 第49代横綱 栃ノ海晃嘉 光文社のインタビュー
- 『昭和平成 大相撲名力士100列伝』（著者:塩澤実信、発行元:北辰堂出版、2015年）p82-83
- ベースボールマガジン社『大相撲名門列伝シリーズ(1) 出羽海部屋・春日野部屋 』（2017年、B・B・MOOK）